# Pelze
Die Pelze ist ein Zufluss (Teil eines früheren Seitenarms) der Mulde im Biosphärenreservat Mittelelbe und Naturschutzgebiet Untere Mulde, sowie im Dessau-Wörlitzer Gartenreich nahe der Mündung des Flusses in die Elbe zwischen Dessau und Roßlau.
Das Gewässer hat eine Länge von etwa 1,5 km und ist durch den Fließgraben mit dem Leiner See und dem Löbben verbunden. Die Seen sind der Zufluss vom Kapengraben in die Mulde. Bei Hochwasser von Mulde und Elbe bekommt die Pelze auch Kontakt zur Igel-Lache, einem weiteren Altwasser.
Mit 21 nachgewiesenen Arten, wie Rapfen, Zope, Bitterling, Steinbeißer, Karausche, Ukelei und Aland, gilt die Pelze als artenreichstes Altwasser des Naturschutzgebietes. Die Pelze wurde bereits 1927, als eines der ersten Schutzgebiete für ein Säugetier in Deutschland überhaupt, als Biberschutzgebiet für den Elbebiber ausgewiesen.
Im Winkel, welchen die Pelze bei ihrer Mündung in die Mulde bildet befanden sich im 12. Jahrhundert die Burg Waldeser und ein Dorf gleichen Namens.

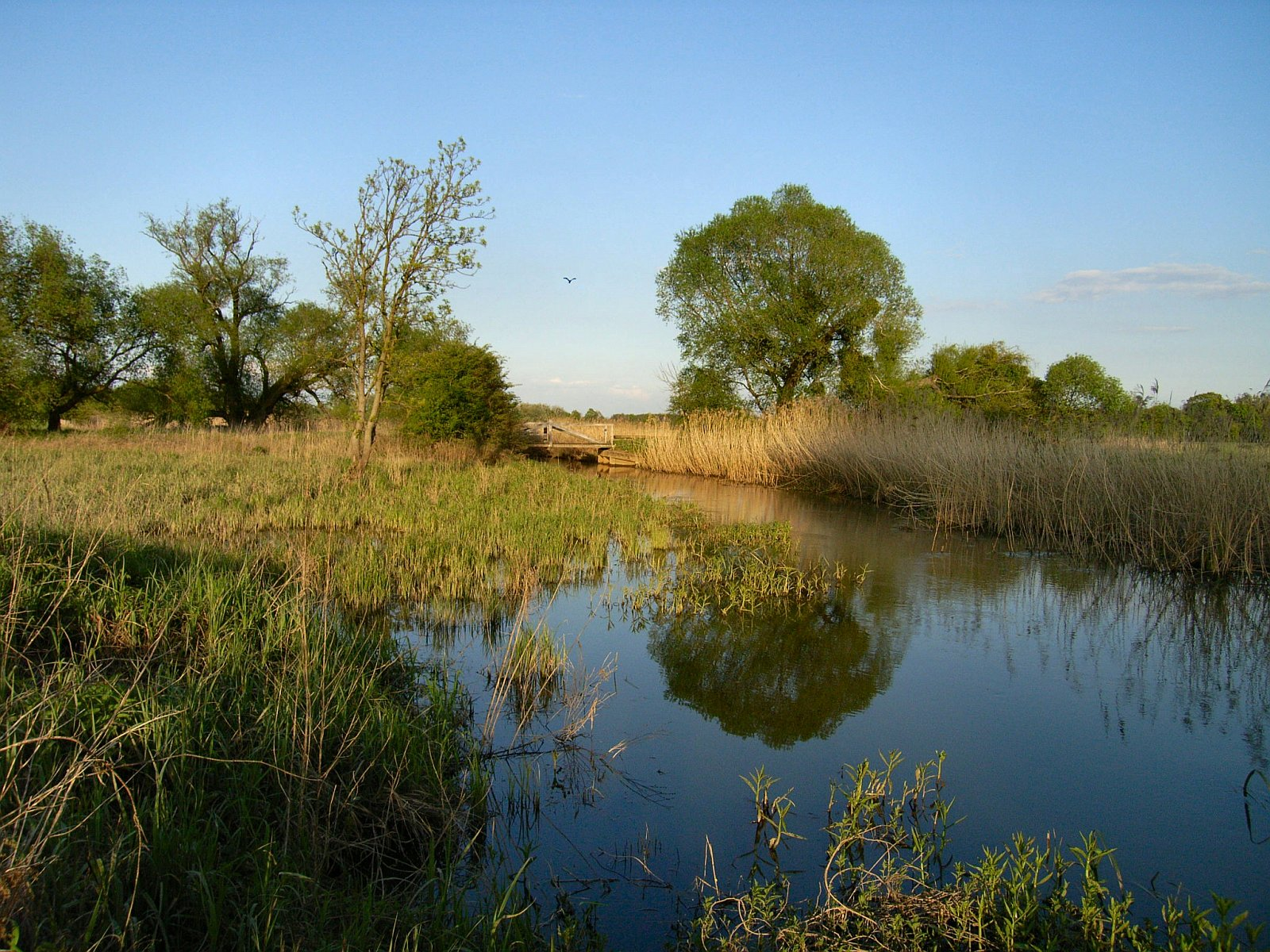
Brücke über den Fließgraben, den Zufluss in die Pelze
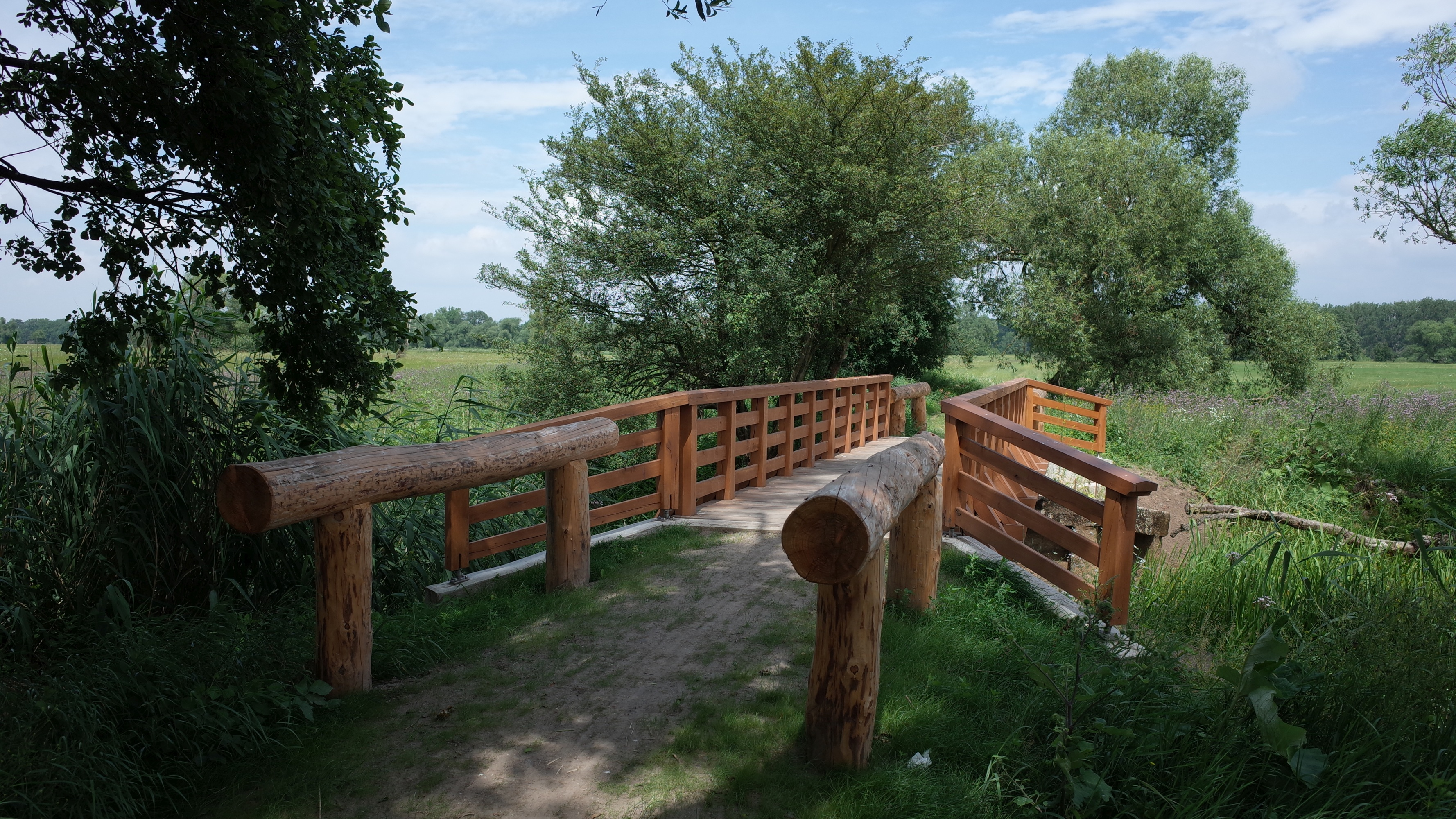
Die 2016 neu errichtete Brücke
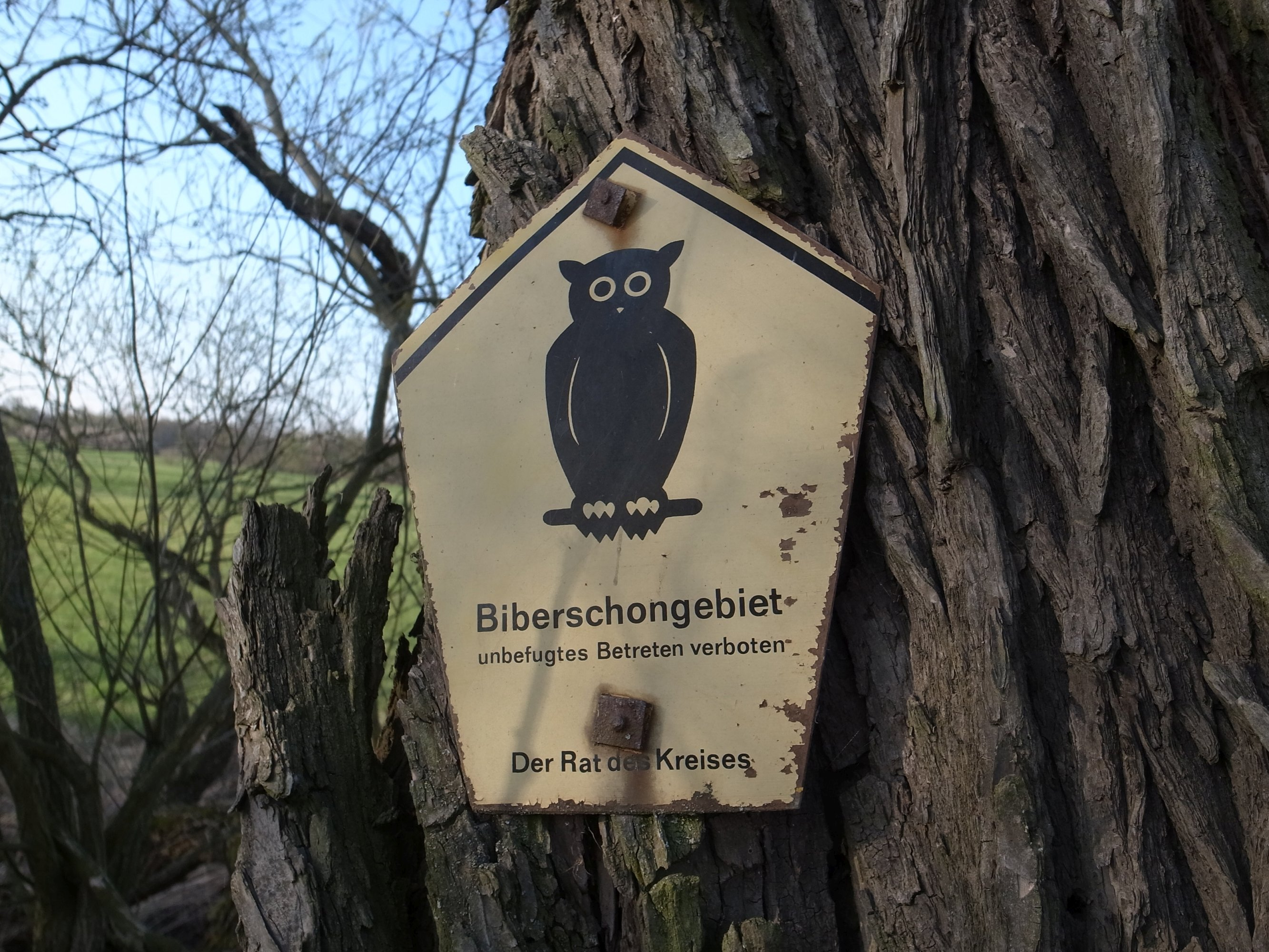
Hinweisschild Biberschongebiet am Ufer
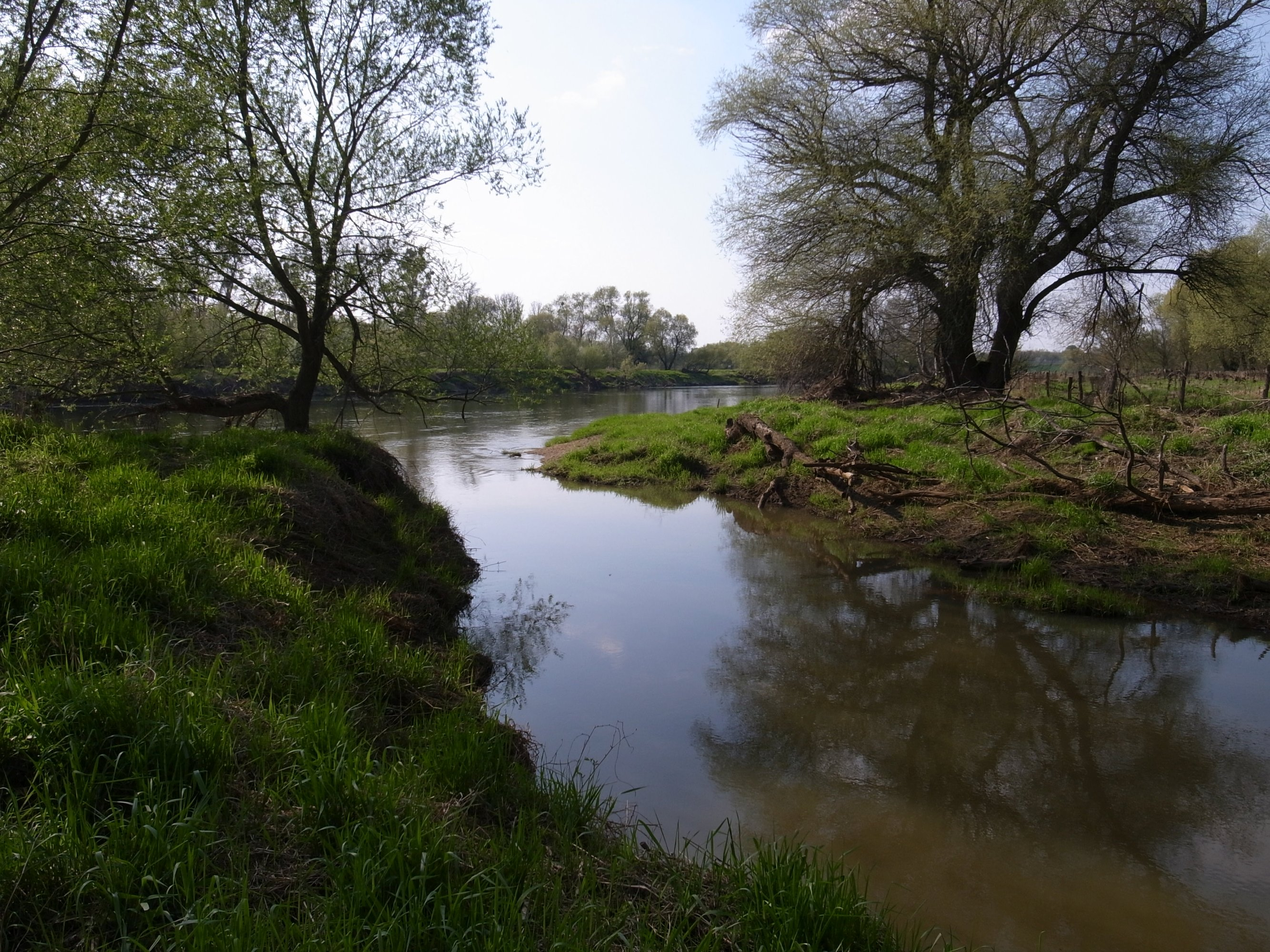
Mündung in die Mulde